# Trigonella spicata
Trigonella spicata es una hierba anual de la familia Fabaceae.  Es originaria de Eurasia. 

## Taxonomía
Trigonella spicata fue descrita por James Edward Smith y publicado en Florae Graecae Prodromus 2: 108. 1813.
Etimología
Trigonella: nombre genérico que deriva las palabras griegas tri = "tres" y gonia = "ángulo de esquina" y se pretende hacer referencia a la estructura de la flor.
spicata: epíteto latíno que significa "espigada"
Sinonimia
- Trigonella uncinata Ser.	[3][4]